# Arnau Griso
Arnau Griso és un duo musical català en llengua castellana, format l'any 2011 per Arnau Blanch (1993) i Eric Griso (1990) a Sant Cugat del Vallès.
El seu àlbum debut fou Revolución Bananera (2018). A més, han publicat diverses versions acústiques de cançons pròpies, en què tracten temes quotidians amb un to humorístic i distès.

## Història
L'any 2011, els santcugatencs Arnau Blanch i Eric Griso començaren a penjar vídeos musicals en clau d'humor a un canal de YouTube. El seu tema One euro one party va ser el primer a fer-se viral a la plataforma i va aconseguir més d'un milió i mig de visualitzacions. Des de llavors, van començar a penjar-hi esporàdicament cançons dirigides a les seves amistats.
L'any 2015, tanmateix, la cançó que havien penjat al canal anomenada Es gratis va començar a popularitzar-se i va aconseguir molt ressò. Els temes posteriors van continuar en aquesta línia i, després de rebutjar diverses ofertes de discogràfiques, finalment es van decidir a fer un primer disc amb Sony Music anomenat Revolución Bananera, publicat al setembre de 2018. El disc va arribar a ser número dos a les llistes de vendes d'Espanya. A més, des de 2016 han anat traient diverses versions acústiques de les cançons de l'àlbum.
L'any 2019, el grup va publicar tres temes inèdits en forma de singles: Quiero, quiero y quiero, Yo i Nada Que Añadir. El 2021 van publicar-ne també les respectives versions acústiques.
L'any 2020 van col·laborar amb La Pegatina amb la cançó Dejarse la piel i amb David Otero i Nil Moliner a Una Vez Más.
El 13 d'octubre de 2021 estrenen Eric Blanch, cançó que anuncia que posen punt final al duet. Poc després publicaren el seu segon i últim àlbum, que també s'anomena Eric Blanch. Inclou 13 temes, un dels quals en català.

## Discografia
Àlbums
- 2018: Revolución Bananera
- 2021: Eric Blanch

Senzills
- 2016: Es gratis (acústico)
- 2017: Para que el mundo lo vea (acústic)
- 2018: El gusto es mío
- 2018: Para que el mundo lo vea
- 2019: Desamortil (acústic)
- 2019: Ser y Estar (acústic)
- 2019: Mil Meses (acústic)
- 2019: Quiero, quiero y quiero
- 2019: Yo
- 2019: Nada Que Añadir
- 2020: Dejarse la piel (amb La Pegatina)
- 2020: Una Vez Más (amb David Otero i Nil Moliner)
- 2021: Quiero, quiero y quiero (acústic)
- 2021: Yo (acústic)
- 2021: Nada Que Añadir (acústic)
- 2021: Don Micilio
- 2021: Pocho
- 2021: Del Uno al Diez
- 2021: Eric Blanch

Col·laboracions
- 2019: Eterno Verano, de l'àlbum Amuza de Miki Núñez (amb Miki Núñez, La Pegatina i Nil Moliner)[10]
- 2020: Salvador, d'Efecto Pasillo[11]